# Mycalesis splendens
Mycalesis splendens är en fjärilsart som beskrevs av Mathew 1887. Mycalesis splendens ingår i släktet Mycalesis och familjen praktfjärilar. Inga underarter finns listade i Catalogue of Life.